# Aliança búlgaro-otomana
A  aliança búlgaro-otomana (ou turco-búlgara) foi assinada em Sófia em 19 de agosto (6 de agosto) de 1914, durante o mês de abertura da Primeira Guerra Mundial, embora no momento ambos os signatários fossem neutros.  O Ministro do Interior, Talaat Paxá, e o presidente Halil Bey da Câmara dos Deputados assinaram o tratado em nome do Império Otomano (Turquia) e o primeiro-ministro Vasil Radoslavov em nome do Reino da Bulgária.  A aliança búlgaro-otomana pode ter sido um pré-requisito para a Bulgária aderir as Potências Centrais depois que a Turquia entrou na guerra. 
O tratado de aliança tinha sete artigos.  Foi um pacto puramente defensivo: ele obrigava o signatário a ir à guerra apenas no caso em que o outro fosse atacado por um outro país balcânico.  As duas potências também concordaram em não atacar qualquer outro país balcânico sem antes consultarem entre si. O Artigo IV deixou em aberto a possibilidade de tropas otomanas atravessarem solo búlgaro para atacar outra potência. No caso de um conflito sem consulta prévia, comprometeram a neutralidade. A Bulgária prometeu notificar a Turquia de quaisquer mobilizações da sua parte, e no artigo V a Turquia aceitou negociar uma afirmação da neutralidade da Romênia. Além disso, o tratado deveria ser mantido em segredo e conservaria a duração geral da guerra europeia.  Embora envolto em segredo, tal como o tratado com a Alemanha negociado pelo ministro da Guerra Enver Paxá em 2 de agosto, o tratado búlgaro foi um documento mais coerente e propositivo. 
Após a assinatura, os otomanos continuariam a pressionar para uma aliança ofensiva ampliada direcionada contra a Rússia, mas sem sucesso. No dia 22 de agosto (9 de agosto), o grão-vizir Sait Halim rejeitou a interpretação da aliança germano-otomana segundo a qual a Turquia seria obrigada a ir à guerra, quando a Alemanha o fez. Ele ordenou que os ministros do governo prosseguissem as negociações em diferentes direções: com a Romênia, Rússia, Grécia e França.  Quando as negociações para uma aliança anti-russa com a Romênia também fracassaram, em 30 de agosto, os otomanos sugeriram aos seus aliados alemães que uma aliança búlgara dirigida a Sérvia e a Grécia era mais viável. Os alemães se opuseram, mas os otomanos enviaram um coronel para Sofia para iniciar as negociações com o Estado-Maior da Bulgária de qualquer maneira.  Mesmo depois de entrar na guerra, os otomanos não fizeram os alemães tomarem conhecimento da existência do tratado búlgaro até 17 de dezembro de 1914.